# دانييل مارتينيز
دانييل مارتينيز (بالإسبانية: Daniel Felipe Martínez) (و. 1996  م) هو راكب دراجة هوائية، من كولومبيا، ولد في بوغوتا، شارك في ستراد بينك 2016، وميلان-سان ريمو 2017، وطواف إيطاليا 2017، وطواف إيطاليا 2016، وميلان-سان ريمو 2016، وجيرو ديل ترينتينو 2016، وتور دي أفينير 2017.

## سباقات أو مراحل فاز بها
| التاريخ        | السباق                                                      | المركز                                                                    |
| -------------- | ----------------------------------------------------------- | ------------------------------------------------------------------------- |
| 21 يونيو 2015  | روتي دو سود 2015                                            |                                                                           |
| 09 أغسطس 2015  | طواف يوتا 2015                                              | الأول في تصنيف أفضل شاب، الثامن في التصنيف العام                          |
| 29 أغسطس 2015  | تور دي أفينير 2015                                          | الثالث في تصنيف الجبال                                                    |
| 27 أغسطس 2016  | تور دي أفينير 2016                                          | التاسع في تصنيف الجبال                                                    |
| 28 سبتمبر 2016 | ميلانو-تورينو 2016                                          | المرتبة 17 في التصنيف العام                                               |
| 27 أغسطس 2017  | تور دي أفينير 2017                                          | الثامن في تصنيف الجبال                                                    |
| 03 أكتوبر 2017 | طواف فيرزين 2017                                            | التاسع في التصنيف العام                                                   |
| 05 أكتوبر 2017 | ميلانو-تورينو 2017                                          | السابع في التصنيف العام                                                   |
| 15 أكتوبر 2017 | طواف تركيا الرئاسي 2017                                     | الأول في تصنيف أفضل شاب، الرابع في التصنيف العام، السابع في تصنيف الجبال  |
| 02 فبراير 2018 | بطولة كولومبيا لسباق الدراجات ضد الزمن 2018                 |                                                                           |
| 11 فبراير 2018 | طواف كولومبيا 2018                                          | الثاني في تصنيف أفضل شاب، الخامس في التصنيف العام، التاسع في تصنيف الجبال |
| 19 أغسطس 2018  | كولورادو كلاسيك 2018                                        | الأول في تصنيف أفضل شاب، الثالث في تصنيف الجبال، السادس في التصنيف العام  |
| 01 فبراير 2019 | بطولة كولومبيا لسباق الدراجات ضد الزمن 2019                 | الفائز في التصنيف العام                                                   |
| 01 يناير 2020  | طواف أمريكا للدراجات 2020                                   |                                                                           |
| 16 أغسطس 2020  | سباق دوفين للدراجات 2020                                    | الفائز في التصنيف العام                                                   |
| 01 يناير 2022  | طواف أمريكا للدراجات 2022                                   |                                                                           |
| 10 فبراير 2022 | سباق الزمن على الطريق للرجال في بطولة كولومبيا 2022         | الفائز في التصنيف العام                                                   |
| 09 أبريل 2022  | طواف بلاد الباسك 2022                                       | الفائز في التصنيف العام                                                   |
| 15 سبتمبر 2022 | كوبا ساباتيني 2022                                          | الفائز في التصنيف العام                                                   |
| 19 فبراير 2023 | فولتا الغارف 2023                                           | الفائز في التصنيف العام                                                   |
| 25 يناير 2024  | 2024 Colombia National Road Cycling Championships - Men ITT | الفائز في التصنيف العام                                                   |
| 18 فبراير 2024 | فولتا الغارف 2024                                           | الأول في تصنيف الجبال، الثاني في التصنيف العام، الثاني في تصنيف النقاط    |

## روابط خارجية
- دانييل مارتينيز على موقع الاتحاد الدولي للدراجات (الإنجليزية)
- دانييل مارتينيز على موقع أرشيف الدراجات (الإنجليزية)
- دانييل مارتينيز على موقع إحصائيات الدراجات الإحترافية (الإنجليزية)
- دانييل مارتينيز على موقع نسبة الدراجات (الإنجليزية)
- دانييل مارتينيز على موقع CycleBase (الإنجليزية)